# Бачення Саудівської Аравії 2030
Бачення Саудівської Аравії 2030 — програма зі зменшення нафтозалежності Саудівської Аравії, диверсифікації її економіки та розвитку державної охорони здоров'я, освіти, інфраструктури, рекреаційної сфери та туризму. Цілі включають в себе інтенсифікацію економічної й інвестиційної активності, збільшення обсягів міжнародної ненафтової торгівлі товарами та послугами, і збільшення витрат на оборону.

## Цілі
- Суверенний фонд Саудівської Аравії повинен бути конвертований в $ 2.5-трильйонні активи, що зробить його найбільшим подібним фондом світу та контролером більше 10 % світових фінансових інвестиційних можливостей і 3 % світової власності.
- До 2020 повинна бути ліквідовано надмірна нафтозалежності і можливість виконання плану навіть при нафти під $ 30 за барель. Ненафтові доходи повинні бути підвищені вшестеро з $ 43.5 млрд до $ 267 млрд, а ненафтовий експорт — з 16 % ВВП до 50 %. Королівство має увійти в топ-15 світових економік замість нинішнього 20-го місця. Повинні бути створені величезні генеруючі потужності на основі сонячної енергії на півночі з уникненням дефіциту води.
- Під 5 % акцій Saudi Aramco, що стоїть за $ 2 трлн, будуть розміщені на біржі, доходи будуть спрямовані на фінансування суверенного фонду.
- Протягом 5 років повинна бути введена саудівська грінкартка для підвищення інвестиційної привабливості. Буде відкрито туризм для всього світу з урахуванням релігійних особливостей країни.
- До 2030 число тих, хто здійснює хадж щорічно, має піднятися з 8 до 80 мільйонів, заради чого буде поліпшено інфраструктуру, наприклад, нові аеропорти в Ет-Таїфі та Джидді. В Ер-Ріяді буде побудований найбільший ісламський музей світу. Мається на меті збільшення числа прочан, здійснюють умру протягом року, до 15 мільйонів у 2020 і до 30 мільйонів у 2030.[2]
- Частка жінок на ринку праці повинна бути підвищена з 22 % до 30 %, а безробіття серед молоді — впасти з 11,6 % до 7 %. Частка приватного сектора у ВВП повинна дійти з 3,8 % до 5,7 %.
- Має бути створений оборонний холдинг.
- Повинен бути реструктурований житловий сектор.
- Повинна бути посилена антикорупційна боротьба. Урядові органи повинні вимірюватися за 551 різним індексом, що вимірюють 17 головних показників.

### Провідні проекти програми
| Проект                                                    | Розташування                 | Загальна площа (км2) | Дата оголошення | Очікуване завершення                     | Вартість    | Посилання |
| --------------------------------------------------------- | ---------------------------- | -------------------- | --------------- | ---------------------------------------- | ----------- | --------- |
| NEOM, разом з The Line та Trojena                         | Табук                        | 26,500               | 2017-10-24      | 2030                                     | $500 млрд   |           |
| Кіддія                                                    | Південний захід від Ер-Ріяда | 360                  | 2017-04-08      | 2030                                     | $9.8 млрд   |           |
| Red Sea Global, включно з Проектом Червоне море та Амаала | Табук                        | 32,200               | 2017-07-31      | 2030 (перша черга) 2035 (фінальна черга) | $23.6 млрд  |           |
| Roshn                                                     | Кілька місць                 | 200                  | 2019-08-20      | 2026                                     | $1.9 млрд   |           |
| Проект Брама Ед-Дірійя                                    | Ед-Дірійя                    | 7.1                  | 2017-07-20      | 2027                                     | $63.2 млрд  |           |
| Нью-Мурабба, включно з Мукааб                             | Ер-Ріяд                      | 19                   | 2023-02-16      | 2030                                     | $50 млрд    |           |
| Спортивний бульвар                                        | Ер-Ріяд                      | 135                  | 2019-05-19      | 2027                                     | $23 млрд    |           |
| Некомерційне місто Мохаммеда Бін Салмана                  | Ер-Ріяд                      | 3.4                  | 2021-11-14      |                                          |             |           |
| Парк короля Салмана                                       | Ер-Ріяд                      | 16                   | 2019-03-19      | 2027                                     | $23 млрд    |           |
| Expo 2030                                                 | Ер-Ріяд                      | 6.6                  | 2023-11-28      | 2030                                     | $7.8 млрд   |           |
| Метрополітен Ер-Ріяда                                     | Ер-Ріяд                      |                      | 2012-04-23      | 2024                                     | $22.5 млрд  |           |
| Міжнародні сади короля Абдалли                            | Ер-Ріяд                      | 2.5                  | 2014-02-28      | 2025                                     | $200 млн    |           |
| Енергопарк короля Салмана                                 | Між Даммамом і Аль-Ахсою     | 50                   | 2018-12-05      | 2021 (перша черга)                       | $1.6 млрд   |           |
| Центр Джидди                                              | Джидда                       | 5.7                  | 2021-12-17      | 2027 (перша черга) 2030 (фінальна черга) | $19.9 млрд  |           |
| Економічне місто Джидда                                   | Джидда                       | 5.3                  | 2011-08-01      |                                          | $30 млрд    |           |
| Місце призначення Масар                                   | Mecca                        | 1.2                  | 2020-06-28      | 2030                                     | $26.66 млрд |           |
| Мечеть аль-Харам                                          | Мекка                        | 0.25                 | 2017            | середина 2018                            | $21.3 млрд  |           |
| Руа-аль-Медіна, включно з селищем ісламської цивілізації  | Медіна                       | 1.5                  | 2022-08-24      | 2026 (перша черга 2030 (фінальна черга)  | $37 млрд    |           |
| Розвиток історичних мечетей                               | Кілька місць                 |                      | 2018-11-12      |                                          | $13.3 млн   |           |
| Бурова платформа                                          | Перська затока               | 0.3                  | 2021-10-16      |                                          | $5 млрд     |           |
| Бачення Аль-Ула                                           | Аль-Ула                      | 22,500               | 2019-02-11      | 2027                                     | $15 млрд    |           |
| Піки Аль-Суда                                             | Асір                         | 627                  | 2023-09-25      | 2029                                     | $7.7 млрд   |           |
| Проект Al-Faisaliah                                       | На захід від Мекки           | 2,450                | 2017-07-26      | 2050                                     |             |           |
| Проекти відновлюваної енергетики                          | Кілька місць                 |                      | 2018-03-27      | 2030                                     | $200 млрд   |           |